# Abatoleon garcianus
Abatoleon garcianus är en insektsart som först beskrevs av Banks 1930.  Abatoleon garcianus ingår i släktet Abatoleon och familjen myrlejonsländor. Inga underarter finns listade i Catalogue of Life.